# 東栄住宅
株式会社東栄住宅（とうえいじゅうたく、英: TOEI HOUSING CORPORATION）は、東京都西東京市に本社を置く不動産会社。飯田グループホールディングスの完全子会社。

## 沿革
参照：
- 1951年3月10日 - 株式会社地建として設立。
- 1976年12月 - 株式会社 東栄住宅に社名変更。
- 1979年1月 - 建売事業を開始。
- 1981年12月 - 東京都東村山市栄町に本社移転。
- 1995年4月 - 注文住宅事業、リフォーム事業を開始。
- 1997年11月 - 東京都田無市（現：西東京市）に本社移転。
- 1999年9月17日[4]- 株式を店頭公開（後のジャスダック）。
- 1999年10月 - マンション事業部（現：開発本部）を新設。
- 2000年11月 - 東証第2部市場に新規上場。
- 2002年1月 - 東証第1部市場に銘柄指定替え。
- 2003年1月 - 連結子会社として、ティ・ジェイ ホームサービス（現：東栄ホームサービス）を設立。
- 2005年7月 - 連結子会社として、ブルーミング・ガーデン住宅販売を設立。
- 2009年8月 - 個人・法人請負受注を開始。
- 2013年10月 - 東証より上場廃止。
- 2013年11月 - 一建設、飯田産業、タクトホーム、アーネストワン、アイディホームと共同株式移転により、飯田グループホールディングス株式会社を設立[5][6]。
- 2014年1月 - 藤義建設の全株式を取得。
- 2014年4月 - 連結子会社の藤義建設が、東栄藤義建設に社名変更。
- 2014年4月 - フィリピン法人（CAD作図拠点）として、Toei CAD Design Corporationを設立。
- 2015年1月 - フィリピン法人（海外の戸建分譲事業の統括）として、Toei Solution Corporationを設立。
- 2016年1月 - ナシヨナル建物管理（同社子会社の大宗建設を含む）の全株式を取得。
- 2022年4月 - 連結子会社の東栄藤義建設が、東栄ランドに社名変更。
- 2022年4月 - 連結子会社のナシヨナル建物管理と大宗建設の合併により、東栄ビルドを設立。
- 2023年3月 - 株式会社第一工業グループ（株式会社第一工業／株式会社第一建商／ジオラフター株式会社）の全株式を取得

## 事業内容
- 分譲住宅「ブルーミングガーデン」 ― 首都圏・東海・関西・九州・沖縄・北日本・北海道を中心に展開
- 注文住宅「ブルーミングクラフト」「ユトイエ」

他

## 不祥事
2024年5月13日、同僚女性の飲み物にみだらな嫌がらせをしたなどとして、岡山県警が器物損壊と建造物侵入の疑いで東栄住宅の岡山営業所に勤務するアデコの派遣社員だった２０代の男を書類送検したことが、捜査関係者への取材により判明した。
書類送検容疑は昨年８月から今年２月にかけ、みだらな嫌がらせ行為を繰り返すなどした疑い。容疑を認めているという。書類送検は１０日付。
女性の飲料入りコップや蜂蜜の容器に自分の体液を入れたり、職場の女性トイレに忍び込んだりする画像がＳＮＳに投稿され、今年に入り一気に拡散。画像の隅に写り込んだ付箋に男性が当時勤務する営業所の住所が記されていたことなどから内部による行為との見方が広がり、県警に通報が寄せられていた。